# (1145) Robelmonte
Robelmonte (asteroide nº 1145 según el MPC) es un asteroide perteneciente al cinturón de asteroides que orbita entre Marte y Júpiter. Su nombre hace referencia a Robelmont, un pueblo de Bélgica donde nació el astrónomo Sylvain Arend. Robelmonte es la forma femenina.
Tiene un diámetro aproximado de 23 kilómetros, y realiza una vuelta completa al Sol cada 4 años. Fue descubierto el 3 de febrero de 1929 por Eugène Joseph Delporte en Uccle.